# 職業訓練指導員 (縫製機械科)
職業訓練指導員 (縫製機械科)（しょくぎょうくんれんしどういん ほうせいきかいか）は、職業訓練指導員免許のうちの1つ。厚生労働省管轄。

## 受験資格
職業訓練指導員免許の受験資格と試験免除を参照。縫製機械整備技能士の保有者など。

## 試験科目

### 学科試験
1. 指導方法（職業訓練原理、教科指導法、訓練生の心理、生活指導及び職業訓練関係法規）
2. 関連学科
  1. 系基礎学科
    1. 機械工学（機械要素 機構 機械用材料 縫製機械）
    2. 機械製図（読図法）
    3. 安全衛生（安全管理 衛生管理）

  2. 専攻学科
    1. 縫製機械（構造 整備法 検査法）

### 実技試験
1. 縫製機械整備